# Oubri
Oubri, in precedenza denominata Regione dell'Altopiano Centrale (Plateau-Central, in francese) è una delle 17 regioni del Burkina Faso. Il capoluogo della regione è Ziniaré.

## Province
La regione è suddivisa in 3 province:
- Ganzourgou
- Kourwéogo
- Oubritenga